# Stanley Ellin
Stanley Ellin, Geburtsname Stanley Bernard Ellin (* 6. Oktober 1916 in Brooklyn, New York, USA; † 31. Juli 1986 in Brooklyn, New York, USA) war einer der wichtigsten Autoren der Kriminalliteratur der amerikanischen Nachkriegsgeschichte.

## Leben und Wirken
Stanley Ellin wurde in Brooklyn, New York geboren. Im Kindesalter wurde er durch seinen Vater an das Lesen herangeführt. Sein besonderes Interesse hatte Ellin an den Werken von Autoren wie Mark Twain, Rudyard Kipling, Robert Louis Stevenson, Guy de Maupassant und Edgar Allan Poe. Ellin machte ein Studium am Brooklyn College, das er 1936 mit dem Bachelor of Arts (B.A.) abschloss. Seinen Lebensunterhalt verdiente er mit verschiedenen Jobs, wie Melker, Zeitungsverkäufer und als Stahlarbeiter. 1937 heiratete er Jean Michael, mit der er eine Tochter hatte. Stanley Ellin war von 1944 bis 1945 Soldat. Nach dem Zweiten Weltkrieg arbeitete er als Lehrer, bevor er sich ab 1946 auf Drängen seiner Frau ganz dem Schreiben widmete.
Obwohl auch seine Arbeiten als Romancier von der Kritik positiv aufgenommen wurden, wurde Stanley Ellin besonders durch seine Kurzgeschichten bekannt. Im Mai 1948 veröffentlichte Ellin die Kriminalkurzgeschichte The Specialty of the House im „Ellery Queen’s Mystery Magazine“. Die Geschichte über ein New Yorker Restaurant, das einen besonderen Leckerbissen für Gourmets bereithält, wurde ein sofortiger Erfolg. Die Kurzgeschichte wurde später für die Fernsehserie „Alfred Hitchcock Presents“ verfilmt, wie viele andere Ellin-Geschichten auch. Häufig beschäftigen sich seine Kurzgeschichten mit ethischen Problemen. In den kommenden Jahren wuchs Ellins Ruhm als Autor.
1954 wurde Ellin von den „Mystery Writers of America“ der Edgar Allan Poe Award (auch Edgar Award genannt) für die beste Kriminalkurzgeschichte The House Party verliehen. The House Party ist eine Vorstadtgeschichte mit einem Element der Fantasie. Ebenfalls erhielt er 1956 den Edgar Allan Poe Award für die beste Kriminalkurzgeschichte The Blessington Method. Diese Kurzgeschichte ist eine Anmerkung zu den Sozialrechten der älteren Personen. Im Jahr 1959 bekam Ellin für den besten Kriminalroman des Jahres The Eight Circle den Edgar Allan Poe Award überreicht. Dies war der Versuch, einen langen, ernsten Roman über einen modernen Privatdetektiv zu schreiben. Der Titel wurde von Dantes Inferno abgeleitet, in dem ein Kreis des dunkelfarbigen Steins in zehn einzelne Taschen der Bestrafung unterteilt wird. Ellins Erforschung des Macho-Selbsthasses und der Gewalttätigkeit kommt in dem Roman, Mirror, Mirror on the Wall (1972) zum Ausdruck. Seinen internationalen Ruf beweist die Verleihung des „Grand prix de littérature policière (Kategorie International)“ im Jahre 1974 für die französische Übersetzung seines verwegenen Romans Mirror, Mirror on the Wall. 1987 wählte H.R.F. Keating diesen Roman für seine Liste der hundert besten Kriminalromane aus.
Der Grand Master Award ist die höchste Auszeichnung und der prestigeträchtigste Preis der Mystery Writers of America. Stanley Ellin wurde dieser Preis 1981 verliehen. Mit dieser Auszeichnung wurden nicht nur seine besonderen Leistungen als Krimi-Autor, sondern auch die hohe literarische Qualität seiner Erzählungen gewürdigt.
Ellin war langjähriges Mitglied und ehemaliger Präsident der Mystery Writers of America. Seine Werke waren lange Zeit vergriffen, bis „Foul Play Press“ zwei seiner Romane im Jahr 1996 abdruckte. Ellins Romane und Erzählungen wurden in 20 Sprachen übersetzt. Für Film und Fernsehen wurden seine Bücher und Geschichten von Regisseuren wie Joseph Losey, Claude Chabrol und Alfred Hitchcock verfilmt.
Am 31. Juli 1986 starb Stanley Ellin an einem Herzinfarkt in Brooklyn, New York.

## Romane und Kurzgeschichten
In der zweiten Hälfte des 20. Jahrhunderts war Stanley Ellin ein erfolgreicher Verfasser von Kriminalromanen und innovativen Kriminalkurzgeschichten. 1948 debütierte Ellin als Romanautor mit Dreadful Summit (auch bekannt als The Big Night). Dieser Roman befasste sich mit der Vater-Sohn-Beziehung. Ein 16-jähriger Junge erhält ein Gewehr. Nun kann er sich an seinem Vater für die erhaltenen Schläge und Demütigungen rächen. 1952 erschien The Key to Nicholas Street und 1958 The Eighth Circle. In diesem Roman leitet Murray-Kirk seine private Detektiv-Agentur und ist nur am finanziellen Geschäft interessiert. Gerechtigkeit oder Kreuzzüge gegen die Justiz sind ihm egal. Doch dann hilft er einem jungen Polizisten, der der Bestechung beschuldigt wurde, weil er etwas über Polizeikorruption in New York City weiß.
The Luxembourg Run (1977) war eine Geschichte der Identitätsänderungen von David Shaw, einem jungen amerikanischen Mann in Europa. In dem Roman Stronghold (1975) erforschte Ellin seinen eigenen religiösen Hintergrund und schilderte eine Familie der gewaltlosen Quäker die Gnade mit vier Mördern hat. Ellins Held John Milano erschien zum ersten Mal in Star Light, Star Bright (1979), in dem Milano versucht, den Mord an einem berühmten mystischen Guru zu verhindern, der Drohbriefe erhalten hat. Das zweite Buch über John Milano, The Dark Fantastic (1983), wurde durch den Verlag Random House wegen seiner unzulänglichen politischen Korrektheit im Umgang mit rassischen Problemen und deren Einstellung gegenüber in New York zurückgewiesen. Für die meisten Leser war klar, dass der Autor nicht die Einstellung der rassistischen Romanfigur teilte.
Obgleich Ellin seine Romane nach traditionellen Grundsätzen des Thrillers konstruierte, bildet erst die Vielfalt der Bücher, die Sorgfalt in ihrem Schreiben und die Stärke der Romanfiguren sowie auch das ernsthafte Studieren des Bösen die moralischen Verantwortlichkeiten der Einzelperson. In den Jahren 1960 bis 1984 wurden 12 Kriminalromane veröffentlicht.
In seinen ersten zwei Sammelbänden von Kurzgeschichten erzielte Ellin eine gute Mischung der Storys. The Specialty of the House und andere Geschichten wurden erstmals 1956 als Mystery Stories veröffentlicht. The Blessington Method und andere merkwürdige Geschichten erschien 1964. Zwei weitere Sammelbände von Kurzgeschichten erschienen 1967 unter dem Titel The Specialty of the House und 1975 Kindly Dig Your Grave. 1979 veröffentlichte Ellin seine kompletten Kriminalkurzgeschichten der Jahre 1948–1978.
Neben seinen mit dem Edgar Award ausgezeichneten Romanen und Kurzgeschichten wurden noch folgende seiner Werke für diesen Preis nominiert. In der Kategorie Kurzgeschichten: 1960 The Day of the Bullet, 1964 The Crime of Ezechiele Coen, 1969 The Last Bottle in the World und 1984 Graffiti. In der Kategorie Kriminalroman wurde 1969 The Valentine Estate, nominiert. Ellins letzte Kurzgeschichte war 'Unacceptable Procedures' (1985), in dieser Story wird die Moral der ökonomischen Entwicklung in Frage gestellt.

## Auszeichnungen
- 1955 – Edgar Allan Poe Award (Kategorie Beste Kurzgeschichte) für The House Party; (dt. Die Wochenendparty. In: Bill Pronzini (Hrsg.): Edgar 1 – Mit dem Edgar Allan Poe-Preis ausgezeichnete Stories. Rowohlt, Reinbek 1982).
- 1957 – Edgar-Allan-Poe-Award (Kategorie Beste Kurzgeschichte) für The Blessington Method; (dt. Die Blessington-Morde. In: Bill Pronzini (Hrsg.): Edgar 3 – Mit dem Edgar Allan Poe-Preis ausgezeichnete Stories. Rowohlt, Reinbek 1983).
- 1959 – Edgar Allan Poe Award (Kategorie Bester Roman) für The Eight Circle; (dt. Im achten Kreis der Hölle. Desch, München 1961)
- 1974 – Grand prix de littérature policière (Kategorie International) für Miroir, miroir, dis-moi (Original: Mirror, Mirror on the Wall)
- 1981 – Grand Master Award, die höchste Auszeichnung der Mystery Writers of America (MWA) für besondere Leistungen im Krimi-Genre und gleichbleibend hohe Qualität seiner Werke

## Werke

### Kriminalromane und Erzählungen
- 1948 The Big Night (UK: Dreadful Summit; dt. Befehl des Bösen. Desch, München 1961)
- 1952 The Key to Nicholas Street (dt. Die Dame nebenan. A. Müller, Rüschlikon-Zürich 1958)[8]
- 1958 The Eighth Circle (dt. Im achten Kreis der Hölle. Desch, München 1961)[9]
- 1960  The Winter after This Summer
- 1962  The Panama Portrait
- 1967  House of Cards (dt. Das Kartenhaus. Krüger, Stuttgart/Hamburg 1969)
- 1968  The Valentine Estate (dt. Die Millionen des Mr. Valentine. Krüger, Stuttgart 1970)[10]
- 1970  The Bind (UK: The Man from Nowhere; dt. In der Klemme. Goverts-Krüger-Stahlberg, Frankfurt/M. 1973)[11]
- 1972  Mirror, Mirror on the Wall
- 1974  Stronghold (dt. Der Zweck heiligt die Mittel. Scherz, Bern u. a. 1977)
- 1977  The Luxembourg Run (dt. König im 9. Haus. Goldmann, München 1979)
- 1979  Star Light, Star Bright (dt. Jack the Ripper und van Gogh. Goldmann, München 1980)
- 1983  The Dark Fantastic (dt. Die Zeitbombe. Benziger, Zürich u. a. 1986)
- 1984  Very Old Money (dt. Der Geldadel. Heyne, München 1987)

### Kurzgeschichten (Auswahl)
- 1948 The Specialty of the House[12] (dt. Die Spezialität des Hauses. Volk und Welt, Berlin 1981)[13]
- 1956 The Blessington Method[14]
- 1964 The Crime of Ezechiele Coen[15]
- 1974  The Other Side of the Wall[16]

### Sammlungen
- 1956 Mystery Stories (dt. Sanfter Schrecken. Henry Goverts, Stuttgart 1961, Übersetzung: Arno Schmidt)
- 1964 The Blessington Method and Other Strange Tales (dt. Die Methode Segensreich und andere seltsame Geschichten. Henry Goverts, Stuttgart 1966)[17]
- 1974 Kindly Dig Your Grave and Other Wicked Stories[18] (dt. Nagelprobe mit einem Toten, Scherz, Bern u. a. 1978)[19]
- 1976 Der Acht-Stunden-Mann. Scherz, Bern u. a. 1976 (Erzählungen von Stanley Ellin aus Mystery Stories)

## Verfilmungen (Auswahl)
- 1951 – Die Nacht der Wahrheit (The Big Night) – Regie: Joseph Losey, Romanvorlage: Dreadful Summit
- 1959 – Schritte ohne Spur (À double tour) – Regie: Claude Chabrol, Romanvorlage: The Key to Nicholas Street
- 1964 – Man geht wieder über Leichen (Nothing But the Best) – Regie: Clive Donner, Kurzgeschichte
- 1968 – Jedes Kartenhaus zerbricht (House of Cards) – Regie: John Guillermin, nach dem gleichnamigen Roman
- 1979 – Sunburn – Regie: Richard C. Sarafian, Romanvorlage: The Bind
- 1981 – The July Group
- 1997 – Dark Prayer – Tödliche Bedrohung (A Prayer in the Dark) – Regie: Jerry Ciccoritti, Romanvorlage: Stronghold